# Um Jammer Lammy
Um Jammer Lammy (яп. ウンジャマ・ラミー Ундзидзяма Рами:) — компьютерная игра, разработанная NanaOn-Sha и изданная Sony Computer Entertainment для игровой консоли PlayStation в 1999 году. Версия для аркадных автоматов, разработанная совместно с Namco, под названием Um Jammer Lammy Now!! была выпущена в Японии в том же году.

## Игровой процесс
Um Jammer Lammy представляет собой ритм-игру, геймплей которой во многом схож с PaRappa the Rapper. На каждом уровне главная героиня Ламми аккомпанирует персонажу-учителю на гитаре. На экране появляется последовательность кнопок, которые игроку необходимо нажать в нужный момент. В зависимости от успешности выполнения меняется рейтинг; если он упадёт ниже «Ужасно» (англ. Awful), уровень будет провален.
За прохождение уровней открываются различные звуковые эффекты, которые можно использовать при повторном прохождении. Также становятся доступны кооперативный и соревновательный режим и дополнительные уровни за Параппу, главного героя PaRappa the Rapper.

## Сюжет
Ламми, гитаристка группы MilkCan, пытается успеть на концерт, но на её пути возникает множество препятствий. Обычно застенчивая и нервная, она обретает уверенность в себе, когда держит в руках гитару — настоящую или воображаемую. Добравшись в конечном итоге до цели, она выступает на сцене с остальными членами группы.

## Разработка
Um Jammer Lammy изначально задумывалась как сиквел PaRappa the Rapper, однако Масая Мацуура захотел сделать игру с другим главным героем — девушкой-гитаристкой. По воспоминаниям художника Родни Гринблата, он создал четыре или пять вариантов дизайна Ламми. Итоговая внешность была вдохновлена певицей Натали Имбрульей.
В США игра подверглась цензуре: в оригинальной версии предпоследний уровень происходит в аду, в американской же действие было перенесено на пустынный остров.

## Оценки
| Сводный рейтинг                | Сводный рейтинг                                       |
| Агрегатор                      | Оценка                                                |
| ------------------------------ | ----------------------------------------------------- |
| GameRankings                   | 82,68 %                                               |
| Иноязычные издания             |                                                       |
| Издание                        | Оценка                                                |
| AllGame                        | [ 6 ]                                                 |
| Edge                           | 6/10                                                  |
| EGM                            | 7,87/10                                               |
| Game Informer                  | 8,25/10                                               |
| GameRevolution                 | B                                                     |
| GameSpot                       | 8,4/10                                                |
| IGN                            | 8,6/10                                                |
| Next Generation                | [ 12 ]                                                |
| OPM                            | [ 13 ]                                                |
| Награды                        |                                                       |
| Издание                        | Награда                                               |
| Interactive Achievement Awards | Выдающееся достижение в сочинении оригинальной музыки |

Игра получила положительные оценки критиков. Средний балл на агрегаторе GameRankings составил 82,68 % на основе 21 рецензии.
Обозреватели отмечали улучшенный по сравнению с PaRappa the Rapper геймплей, в частности, большее разнообразие и режим для двух игроков. Положительно были оценены графика и дизайн персонажей и уровней. При этом некоторые журналисты раскритиковали сложность игры. Так, обозреватель Allgame сравнил её с «обезвреживанием ядерной бомбы». По мнению сайта GameRevolution, игрокам придётся «призвать дух Бадди Рича, чтобы помочь с попаданием в ритм». Рецензент Official U.S. PlayStation Magazine отметил, что после нескольких уровней рейтинг начинает казаться случайным и не связанным с мастерством игрока.
Мнения касательно музыки в игре разделились. Сайт IGN оценил её положительно, отметив, что смена жанра с хип-хопа на рок позволяет привлечь более широкую аудиторию. Похвалы саундтрек удостоился и от Game Informer. В то же время Allgame и Official U.S. PlayStation Magazine раскритиковали музыку.